# Bandy-Weltmeisterschaft 1967
Die 5. Bandy-Weltmeisterschaft wurde vom 14. Februar bis 19. Februar 1967 in Finnland ausgetragen. Die Entscheidung fiel knapp aus: Schweden, die Sowjetunion und Finnland hatten die gleiche Punktzahl, am Ende entschied das bessere Torverhältnis für den Rekordweltmeister aus der Sowjetunion.
Es war die zweite Weltmeisterschaft nach 1957 die in Finnland ausgetragen wurde, womit Finnland als erstes Land die Weltmeisterschaft im Bandy zweimal austrug.
Die Weltmeisterschaft wurde im Gruppensystem ausgespielt. Die sechs Begegnungen wurden dabei auf drei Spieltage verteilt.

## Austragungsorte
Gespielt wurde in den fünf Städten Lappeenranta, Mikkeli, Oulu, Varkaus und Helsinki, wo das Eröffnungs- und Abschlussspiel stattfand.

## Teilnehmer
Am Turnier nahmen die folgenden 4 Mannschaften teil:
| 4 aus Europa | Sowjetunion | Norwegen | Schweden | Finnland |

## Spielrunde
| 14. Februar 1967 | Norwegen    | 0:5 | Sowjetunion | Helsinki     |
| 14. Februar 1967 | Schweden    | 1:1 | Finnland    | Lappeenranta |
| 16. Februar 1967 | Schweden    | 2:1 | Norwegen    | Mikkeli      |
| 16. Februar 1967 | Finnland    | 1:1 | Sowjetunion | Oulu         |
| 18. Februar 1967 | Norwegen    | 3:5 | Finnland    | Varkaus      |
| 19. Februar 1967 | Sowjetunion | 2:2 | Schweden    | Helsinki     |

## Abschlusstabelle
| Pl. |             | Sp | S | U | N | Tore | Diff | Punkte |
| 1.  | Sowjetunion | 3  | 1 | 2 | 0 | 8:3  | +5   | 4      |
| 2.  | Finnland    | 3  | 1 | 2 | 0 | 7:5  | +2   | 4      |
| 3.  | Schweden    | 3  | 1 | 2 | 0 | 5:4  | +1   | 4      |
| 4.  | Norwegen    | 3  | 0 | 0 | 3 | 4:12 | −8   | 0      |

## Torschützenliste
|   |          | Spieler       | Tore |
| - | -------- | ------------- | ---- |
| 1 | Finnland | Seppo Rounaja | 4    |

## Weltmeistermannschaft
| Sowjetunion | Anatoli Melnikow Juri Afanasiew Walentin Tschardin Nikolai Durakow Aleksander Ismodenow Waleri Maslow Jewgeni Papugin Wiktor Rybin Juri Warsin | Jurij Stscholin Walentin Atamanitschew Witali Danilow Jewgeni Gerassimow Michail Osinzew Wiktor Stschechowtschew Juri Stschorin Wjatscheslaw Solowjew |